# 黑钟螺
黑钟螺（学名：Chlorostoma argyrostomum），是原始腹足目钟螺科Chlorostoma的一种。主要分布于韩国、台湾，常栖息在海边岩礁及潮间带